# Ostrovany
Ostrovany (Hongaars: Osztrópatak) is een Slowaakse gemeente in de regio Prešov en maakt deel uit van het district Sabinov.
Ostrovany telt 1.840 inwoners.
Twee derde van de bevolking bestaat uit Roma die in zeer armoedige omstandigheden leven. Tussen de wijken van Roma en die van de Slowaken staat een betonnen muur, waarmee de segregatie tussen de bevolkingsgroepen werd bevestigd.

## Galerij

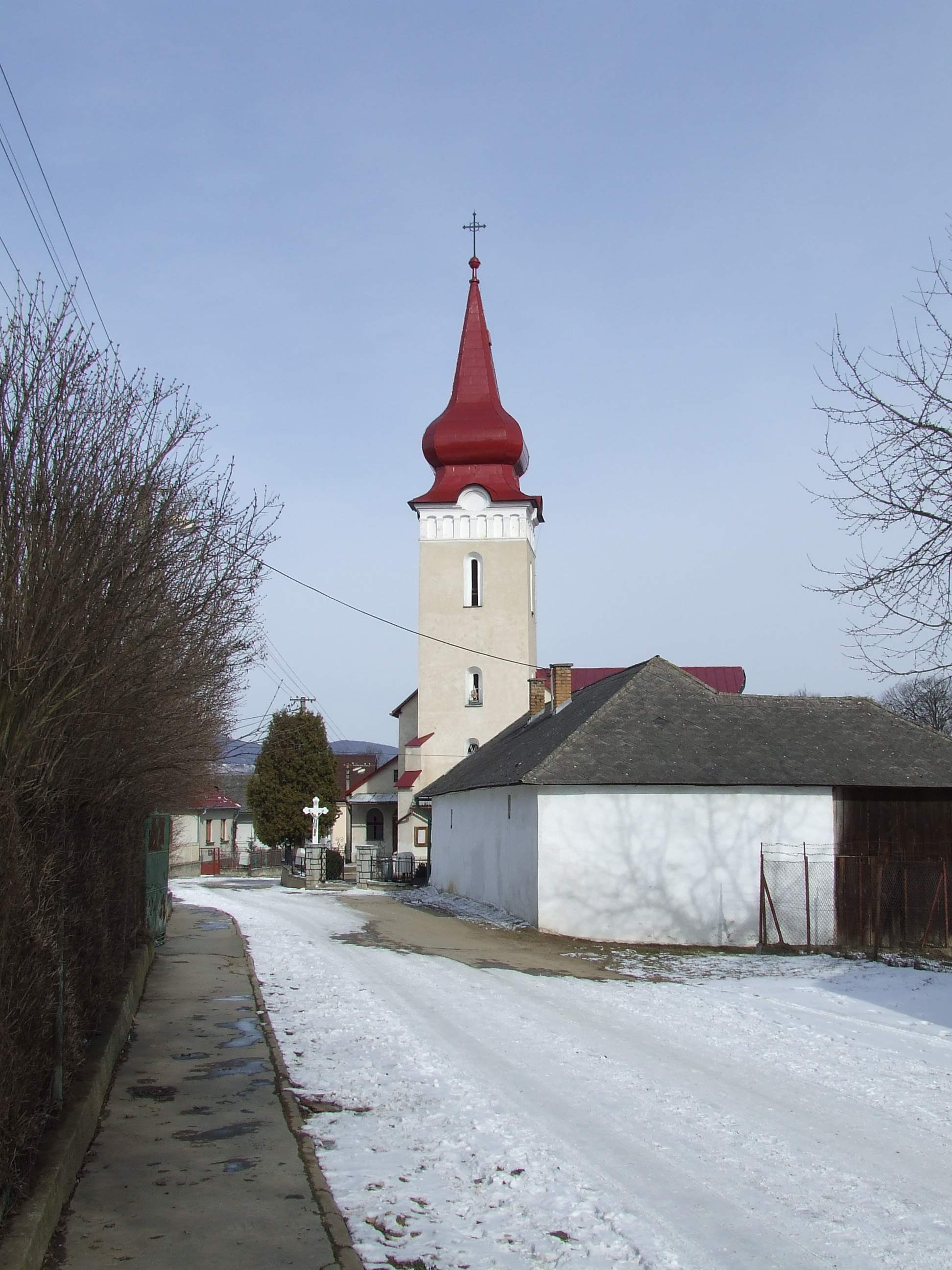
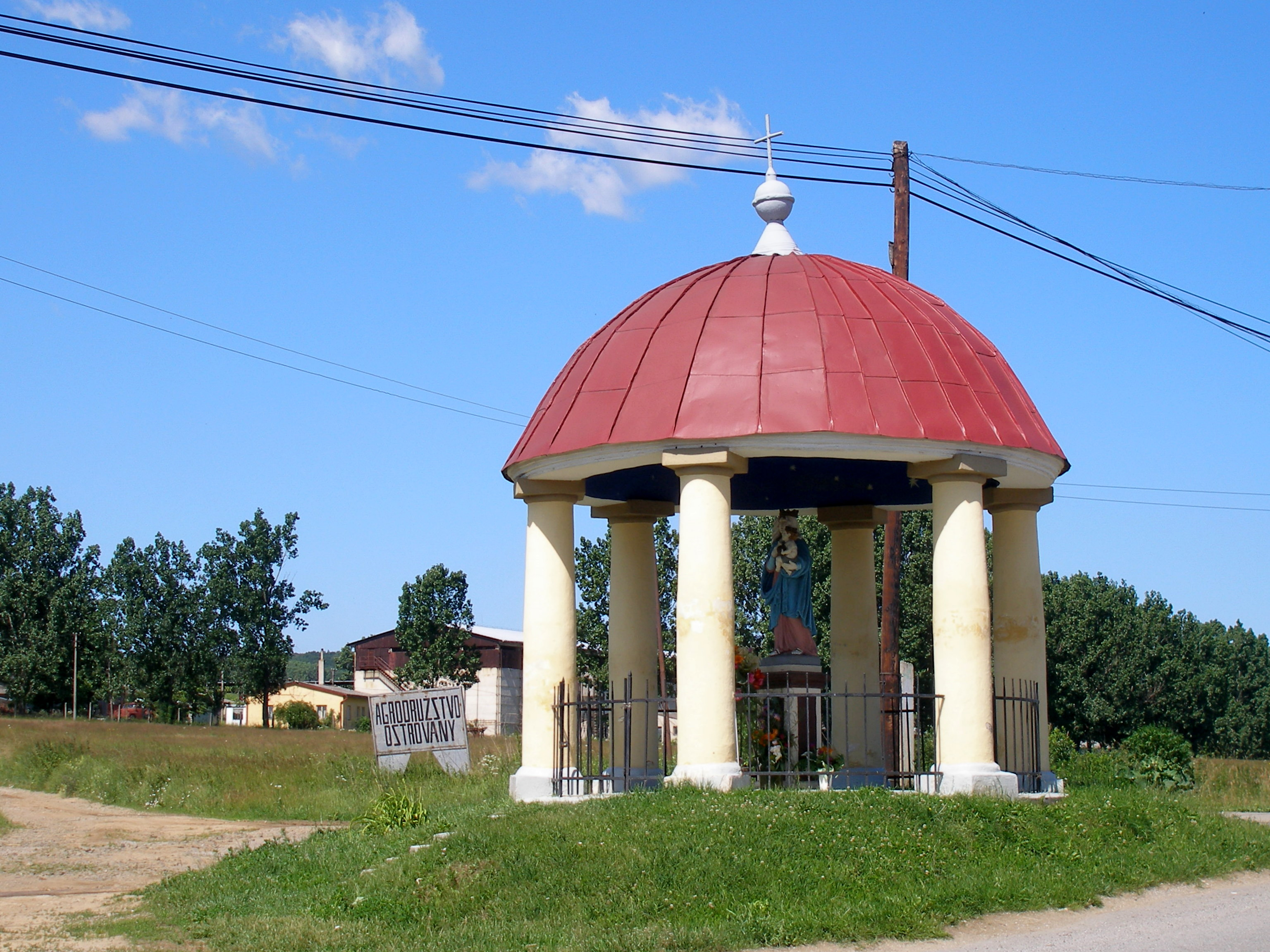
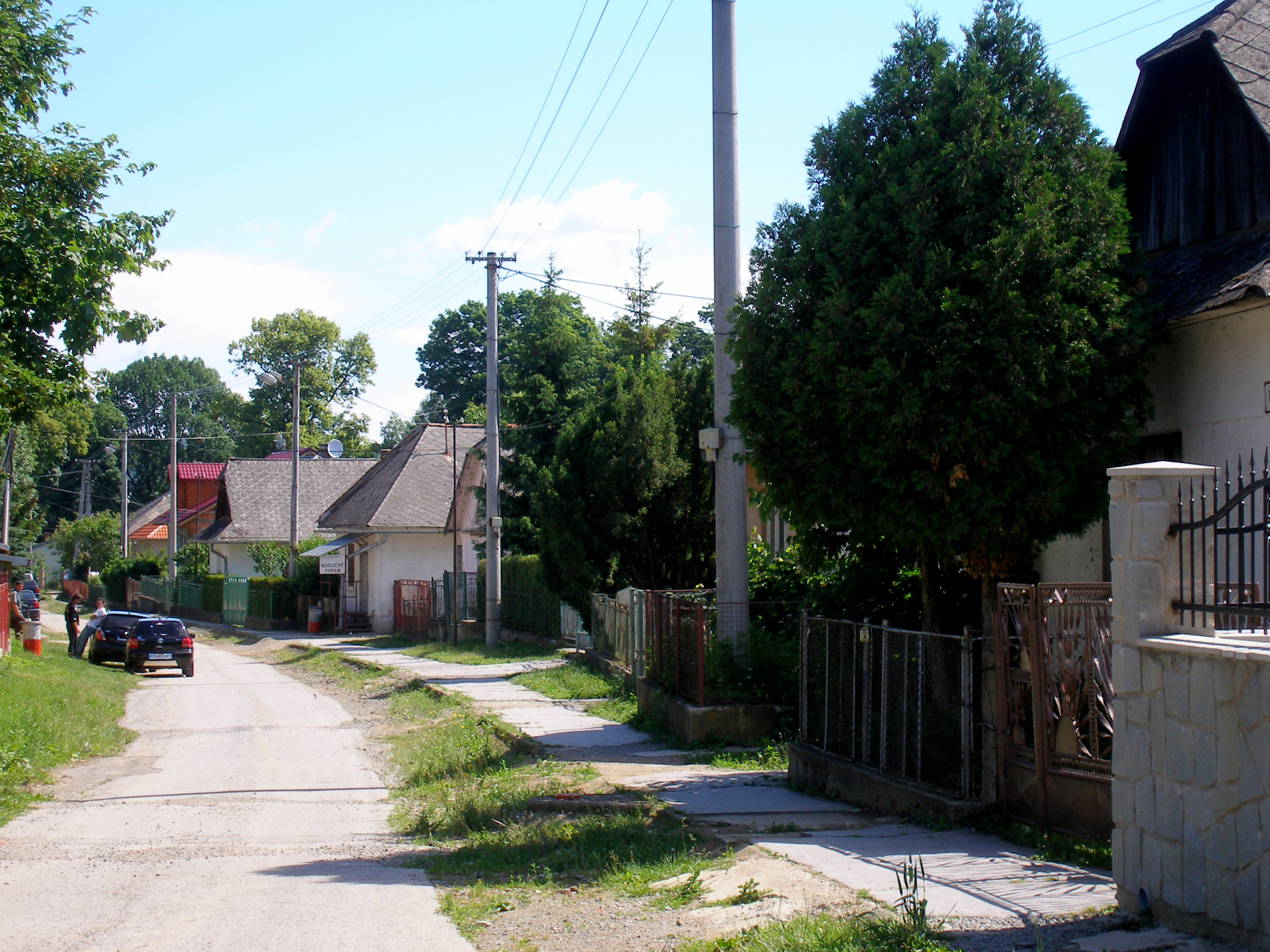
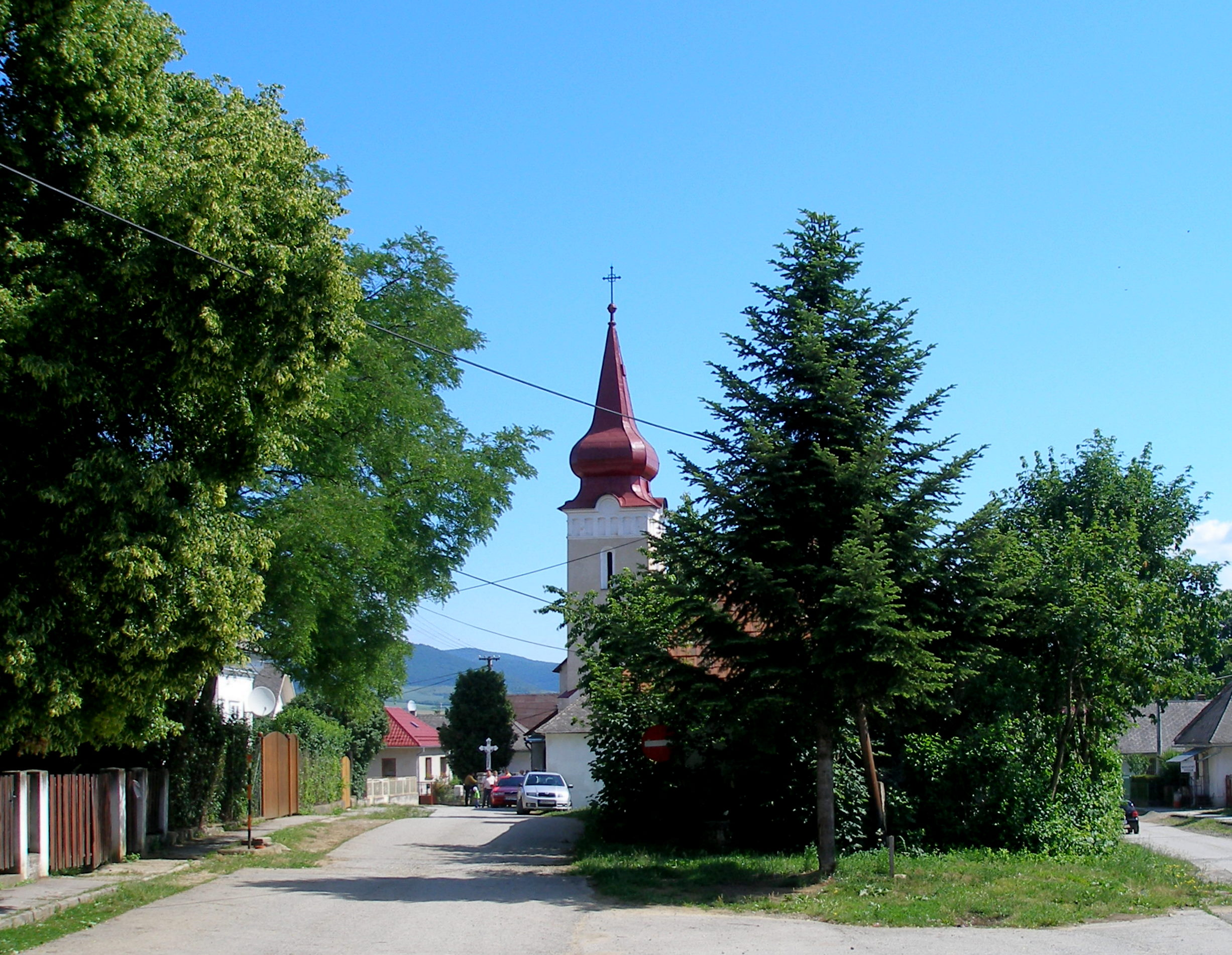